# Tramelan
Tramelan  är en ort och kommun i distriktet Jura bernois i kantonen Bern, Schweiz. Kommunen har 4 648 invånare (2023).